# 大同棋
大同棋（Quarto），是Blaise Müller(布莱斯·穆勒)在1991年推出的連棋類遊戲，其玩法是屬於無偏博弈。1993年被门萨国际评选为门萨推荐的游戏。1993年德国年度游戏奖推荐。

## 棋具
- 4*4方格棋盤，共16個棋位。

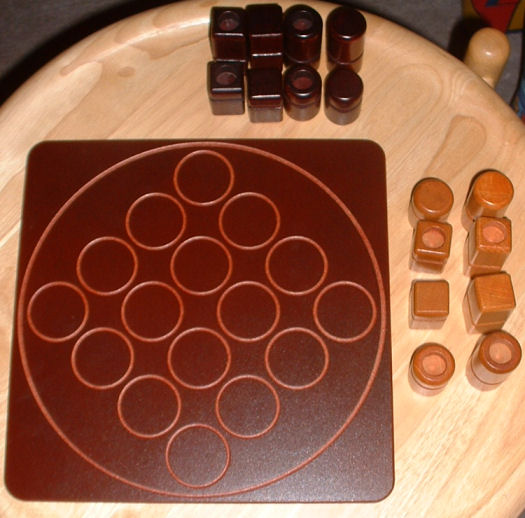
大同棋

- 雙方共用16枚棋子。每枚棋子皆有4個特性，每種特性具2種類別。但沒有任意2枚棋子全部特性都相同。
  - 顏色：深或淺
  - 高度：高或低
  - 形狀：方或圓
  - 虛實：中空或實心

## 棋規
- 空秤開局，棋子先放在棋盤外。
- 玩家2-6人。
- 每回合，先由對手任選一枚在場外的棋子，再由己方放在任一空格。
- 四枚有相同特性的棋子以正或斜向連成一線即獲勝。[1]

## 進階規則
- 玩法1、當四枚有相同特性的棋子在四個鄰邊格連成方形也獲勝。其餘規則相同。
- 玩法2、當四枚有相同特性的棋子在四個不相鄰格子中連成方形也獲勝（可以是斜方、菱形方）。其餘規則相同。

## 外部連結
- 線上遊戲 （页面存档备份，存于）
- 線上遊戲 （页面存档备份，存于）
- 遊戲下載